# Потупчик, Кристина Андреевна
Кристи́на Андре́евна Поту́пчик (род. 19 января 1986, Муром, Владимирская область) — российский общественный деятель, пропагандистка, блогер. 
Комиссар движения «Наши», затем его пресс-секретарь (2007—2012 год), пресс-секретарь Федерального агентства по делам молодёжи и Государственного комитета РФ по делам молодёжи (2007—2010 год), член Общественной палаты РФ 5-го состава (2014—2017 год). 
Согласно изданию Проект, один из главных подрядчиков Администрации Президента России по работе с соцсетями и мессенджерами через подконтрольное ей ООО «Дом Медиа» под эгидой президентского Фонда защиты детей.

## Биография
Родилась 19 января 1986 года в городе Муром Владимирской области. Детство провела в городе Владимир.
В 2008 году окончила филологический факультет Владимирского государственного гуманитарного университета по специальности «учитель русского языка и литературы». Разведена. Мать — Ирина Борисовна, работает завкабинетом русского языка на филологическом факультете Владимирского государственного гуманитарного университета. Отец — Андрей Петрович, закончил Горьковское высшее военное училище тыла и в 2003 году учредил ООО «Торговая фирма „Коллекция“».

## Движение Наши
В движение Кристину отвела мама, которую привлекло бесплатное преподавание курсов по гуманитарным предметам (история, политика, психология). Вскоре Потупчик стала пресс-секретарём «Наших» во Владимире.
С 2007 года заменила Роберта Шлегеля на посту пресс-секретаря молодёжного «движения Наши». Позднее в ряде СМИ[каких?] были публикации, что Потупчик также работала на общественных началах в Федеральном агентстве по делам молодёжи.
В 2010 году издание Газета.ру сообщила о том, что Потупчик в своём блоге рассказала о выходе календаря для Путина — календаря с эротическими фотографиями студенток журфака МГУ в подарок В. В. Путину. Пресс-секретарь Путина Д. Песков отметил, что впервые слышит о подобном календаре и что это частная инициатива Потупчик. Участвовала в распространении видеороликов, компрометирующих независимых журналистов и представителей оппозиции.
С 2008 по 2010 год являлась пресс-секретарём Федерального агентства по делам молодёжи Росмолодёжь — в 2012 году «Новая газета» писала, что в Федеральном агентстве по делам молодёжи даже не знают отчества Потупчик.
27 июня 2012 года в своём блоге в «ЖЖ» сообщила, что устала и уходит из движения «Наши». Новым пресс-секретарём «Наших» назначили Анастасию Федоренчик.
В 2013 году с Артуром Омаровым отказалась от участия в майском VI съезде движения НАШИ, организованном Василием Якеменко, заявив, что это его личное мероприятие, на которое они не прибудут. После этого заявления была исключена из движения.

## Медиа-деятельность
В конце февраля 2013 года Потупчик объявила о том, что намерена создать фонд поддержки некоммерческих интернет-проектов «Фонд» (Фонд открытой новой демократии). По её словам, организация будет поддерживать «действительно важные проекты, начиная с популяризации донорства, заканчивая доступным разъяснением схем налогообложения». По данным журнала «Коммерсантъ Власть», эта структура занимается мониторингами, написанием постов и анализом настроений блогосферы для администрации президента РФ.
В декабре 2013 года газета Ведомости писала о том, что Потупчик в качестве руководителя фонда с 29 ноября по 1 декабря 2013 года должна была участвовать в трёхдневном образовательном семинаре по работе в интернете, который партия «Единая Россия» проводила для 200 сотрудников региональных исполкомов. Темой её лекций стала эффективная работа с интернет-аудиторией на сайтах Twitter и Facebook.
В 2014 году Потупчик в соавторстве с Анной Фёдоровой издала книгу «Власть над Сетью. Как государство действует в Интернете».
С 2018 года — участник ПМЭФ.
В 2019 году Потупчик зарегистрировала «Издательство редких книг», призванное публиковать книги, которые «сложно найти в российских книжных магазинах».
В 2019 году Потупчик издала книгу "«Запрещённый» Телеграм: путеводитель по самому скандальному интернет-мессенджеру".
С 2021 года выступает с лекциями на форумах, таких как Российское общество Знание, Всемирный форум молодежи и студентов. Проводит лекции и мастер-классы в рамках Федеральной образовательной программы для медиатехнологов «Мастерская новых медиа».
В ноябре 2023 года «Издательство редких книг» Потупчик начало выпускать глянцевый журнал «Москвичка».
Основатель агентства стратегического консалтинга «К2» (2024 год), глава Фонда открытой новой демократии, занимающегося поддержкой некоммерческих социальных проектов в Интернете.

## Почта Потупчик
В конце января 2012 года хакеры, называющие себя российскими Anonymous, начали публикацию содержимого взломанной почты главы Росмолодёжи Василия Якеменко и пресс-секретаря движения «Наши» Кристины Потупчик общим объёмом 16 ГБ. Сами они не стали комментировать сообщения о взломе или опровергать их содержимое, также не обращаясь в МВД с заявлениями о взломе электронной почты.
В опубликованных письмах была информация о блогерах, которые получали за свои публикации деньги и материальные подарки (например, iPad). Среди них были Илья Варламов (zyalt) (400 тысяч рублей за два поста) и Сергей Мухамедов (ottenki_serogo), Олег Макаренко (fritzmorgen) и Игорь Бигдан (ibigdan). Кроме того, в переписке нашли обсуждение проекта «Ридус», что дало блогерам основания считать это СМИ «проектом Суркова». В переписке Потупчик и руководителя аппарата движения «Наши» Артура Омарова от февраля 2008 года обсуждаются планы по «созданию невыносимых условий» для холдинга «Коммерсант»: блокирование работы издательского дома, «психологически и физически доконать» сотрудников. Делать это предполагалось через скупку и уничтожение дневного тиража газеты «Коммерсантъ» (на это планировалось потратить 1,5 млн руб.), DDoS-атаку на сайт длительностью пять часов, блокировку типографии. После этого некие молодые люди начали пикетировать редакцию газеты и раздавать туалетную бумагу с логотипом «Коммерсанта», а неизвестные хакеры через месяц атаковали сайт издания.
После публикации переписки генеральный директор «Коммерсантъ» Демьян Кудрявцев обвинил Потупчик в том, что она в 2008 году координировала DDoS-атаки на сайт газеты из-за публикации, где движение «Наши» было названо «ликующей гопотой», которая больше не нужна руководству страны. Он пообещал потребовать от МВД возбуждения уголовного дела против Потупчик и остальных замешанных в этом деле лиц. В свою очередь, Потупчик обвинила его в клевете и пригрозила подать судебные иски.
В конце декабря 2014 года группа «Анонимный интернационал» опубликовал письма, по их словам, отправленные Кристиной Потупчик и содержащие отчеты о поведении оппозиционеров в социальных сетях и критических публикациях СМИ в отношении действующей власти. Среди адресатов был бывший руководитель «Молодой гвардии», а в момент публикации — заместитель начальника управления внутренней политики администрации президента Тимур Прокопенко, одно из писем редактировалось бывшей активисткой движения «Наши» Анастасией Федоренчик. В твиттере группы сообщается, что выложенная переписка — «малая часть имеющихся архивов».
В вышедшем в 2023 году на You-Tube интервью со Светланой Бондарчук в кабинете Потупчик в золочённой рамке висит фрагмент той самой туалетной бумаги, от причастности к акции с которой она прежде открещивалась.

## Общественная палата РФ
В мае 2014 года Потупчик выставила свою кандидатуру на интернет-выборы Общественной палаты РФ.
В процессе выборов в ОП РФ у конкурента Потупчик Валерия Федотова вызвал вопрос аномальный, по его мнению, рост голосов за её кандидатуру (к имевшимся после первых двух недель голосования 800 голосам за следующие 4 дня прибавились сразу 2 500). Он считал, что такого результата невозможно добиться простой агитацией в интернете[значимость факта?]
По итогам голосования Потупчик избралась в ОП РФ, заняв в призовой тройке второе место с 32531 голосом, немного уступив главному редактору радиостанции Коммерсантъ FM и в прошлом соратнице первого замруководителя президентской администрации Вячеслава Володина Марии Комаровой. В Общественной палате Потупчик занимается «развитием информационного общества, СМИ и массовых коммуникаций».

## Состояние
Согласно вышедшему в августе 2021 года расследованию издания Baza, Потупчик со своим бывшим мужем Антоном Бердовым владела недвижимостью на сумму около 195 миллионов рублей, включая купленный в августе 2019 года трёхэтажный дом общей площадью более 300 квадратных метров на земельном участке в 700 квадратных метров в испанском курортном городе Сан-Поль-де-Мар с рыночной стоимостью 48−52 миллионов рублей. При этом чистая прибыль юридических лиц Потупчик в последние годы не превысила за этот период 10 миллионов рублей, а торгующая лесом и строительными материалами компания Бердова в настоящее время [когда?] находится на этапе ликвидации.

## Награды
В апреле 2019 года в Кремле вручена медаль ордена «За заслуги перед Отечеством» I степени, причины награждения не уточнялись.

## Санкции
7 января 2023 года, на фоне вторжения России на Украину, Потупчик внесена в санкционный список Украины так как «играет важную роль в российской пропаганде, распространяя кремлёвские нарративы и поддерживая российскую политику, подрывающую территориальную целостность, суверенитет и независимость Украины, аннексию Крыма».
24 февраля 2025 года, в качестве российской пропагандистки, включена в список санкций Евросоюза:

.. она занимается распространением дезинформации о войне в Украине и делегитимацией территориальной целостности и суверенитета Украины. Как соучредитель сети АНО Digital, она тесно связана с политикой дезинформации. В этой роли Кристина Потупчик совершала поездки в оккупированные Россией регионы Украины, в частности в Мариуполь, где публично распространяла ложные сведения о военных преступлениях России и украинского правительства— «Официальный журнал Европейского союза», Брюссель, 24 февраля 2025 года
3 июня 2025 года внесена в санкционный список Канады лиц, которые по данным «Фонда борьбы с коррупцией», поддерживали нападение на Украину, либо извлекали выгоду от войны.

## Обыски
Как сообщает издание Baza, 20 сентября 2023 года в московском офисе Потупчик в Армянском переулке прошли следственные мероприятия, связанные с делом арестованного за вымогательство экс-полковника ФСБ Михаила Полякова, управлявшего telegram-каналами «Кремлёвская прачка» и «Незыгарь». Вопросы силовиков к медиаменеджеру, владеющей несколькими сетками телеграм-каналов и написавшей книгу о «самом скандальном интернет-мессенджере», появились после обнаружения в телефоне Полякова переписки с Потупчик. При этом, по словам источников издания, сотрудников спецслужб в первую очередь интересовала коммерческая сторона взаимоотношений Потупчик и Полякова. Сама Потупчик в разговоре с Baza сообщила, что никаких обысков и следственных действий у неё не проводилось.